# Josip Berce
Josip Berce, slovenski srednješolski profesor, * 18. marec 1883, Mošnje, † 12. november 1914, Budimpešta.

## Življenje in delo
Gimnazijo je končal 1903 v Kranju, nato študiral francoščino in italijanščino na dunajski univerzi, poslušal 1904 na firenškem »Istitutu di studi superiori« italijanski jezik in italijansko književnost, bil nato eno leto na univerzi v Parizu in 1909 nastopil službo na dekliškem liceju v Ljubljani, kjer je deloval 5 let ter istočasno poučeval tudi na drugih ljubljanskih srednješolskih zavodih. Mnogo je potoval in se ukvarjal s študijami narečij, posebno s provansalskim dialektom, bil tajnik Zveze slovenskih dramskih društev, arhivar Dramatičnega društva, vodil 1913 slovenske Sokole na mednarodno tekmo v Pariz, sestavljal italijansko slovnico za Slovence in kot kritik sodeloval pri Ljubljanskem zvonu in Slovanu.